# Tuna Académica de Lisboa
A Tuna Académica de Lisboa (TAL) foi uma tuna masculina fundada em Lisboa, em 1895, sendo uma das mais importantes tunas portuguesas de finais do séc. XIX e inícios do XX.

## História

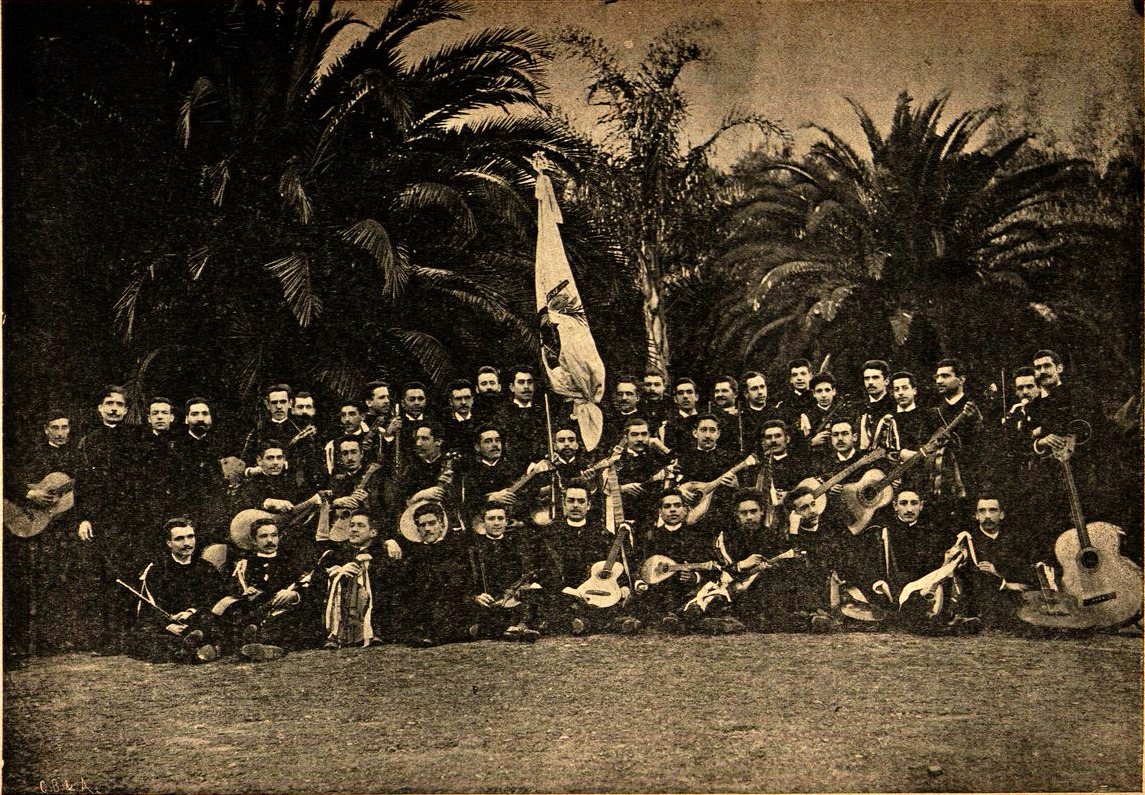
A Tuna Académica de Lisboa em 1896, no ano seguinte à sua formação.

O interesse pelas tunas em Portugal, que originou a formação dos primeiros agrupamentos, desenvolveu-se sobretudo após visitas de tunas espanholas (embora já existissem grupos civis e académicos do género desde a década de 1870). A visita a Portugal da Tuna de Santiago de Compostela, em 1888, com espectáculos em Coimbra, Porto e Lisboa, foi particularmente importante, desencadeando uma espécie de euforia em relação a esses grupos musicais. Inspirados e impressionados com os movimentos e actuações da tuna compostelana, nasce a Estudantina de Coimbra posteriormente denominada Tuna Académica da Universidade de Coimbra, que começou logo ela própria percorrendo o país, aumentando a popularidade das tunas, e originando o estabelecimento de novos agrupamentos musicais. Foi neste contexto que em 1891 formou-se a Tuna Académica do Porto e, em 1895 (em Fevereiro/Março), a Tuna Académica de Lisboa, entre muitas outras.
A tuna estreia-se a 13 de Maio de 1895, e teve como principais fundadores Illydio Alberto da Silva Amado (1872-1906), José Maria de Padua (1873-1924) e Francisco dos Santos Rompana (1868-1957) - todos eles futuros médicos. Foi inicialmente dirigida por Ilídio Amado, então estudante de Medicina, considerado um músico de qualidade, sendo igualmente compositor de alguns dos temas tocados pela tuna. Na edição de esse dia, o Diario Illustrado dá conta na primeira página de um espectáculo académico no Teatro D. Amélia, em benefício da Caixa de Socorros a Estudantes Pobres, com a presença da família real, na qual decorria a instalação da Tuna Académica de Lisboa, sob a protecção da rainha D. Amélia de Orleães. A tuna actuaria na segunda e terceira parte do espectáculo, interpretando vários temas, entre os quais alguns da autoria de Ilídio Amado. No dia seguinte, o mesmo periódico dava conta do "indescritível entusiasmo" com que a tuna fora recebida pelo público, e os "retumbantes aplausos" recebidos durante a execução do hino académico, e demais trechos.
A tuna era então composta por estudantes de várias escolas da capital portuguesa, actuando com bastante sucesso em festas de caridade e palcos de teatro, destacando-se logo na festa dos estudantes de 1896, realizada no Teatro São Carlos. A tuna esteve inicialmente instalada no Palácio do Marquês de Tancos, na Costa do Castelo.
Em Abril de 1897, quando visita a sua congénere coimbrã, a Tuna Académica da Universidade de Coimbra, compunha-se de 70 executantes, sendo acompanhada na ocasião por um grupo de duzentos estudantes de Lisboa.

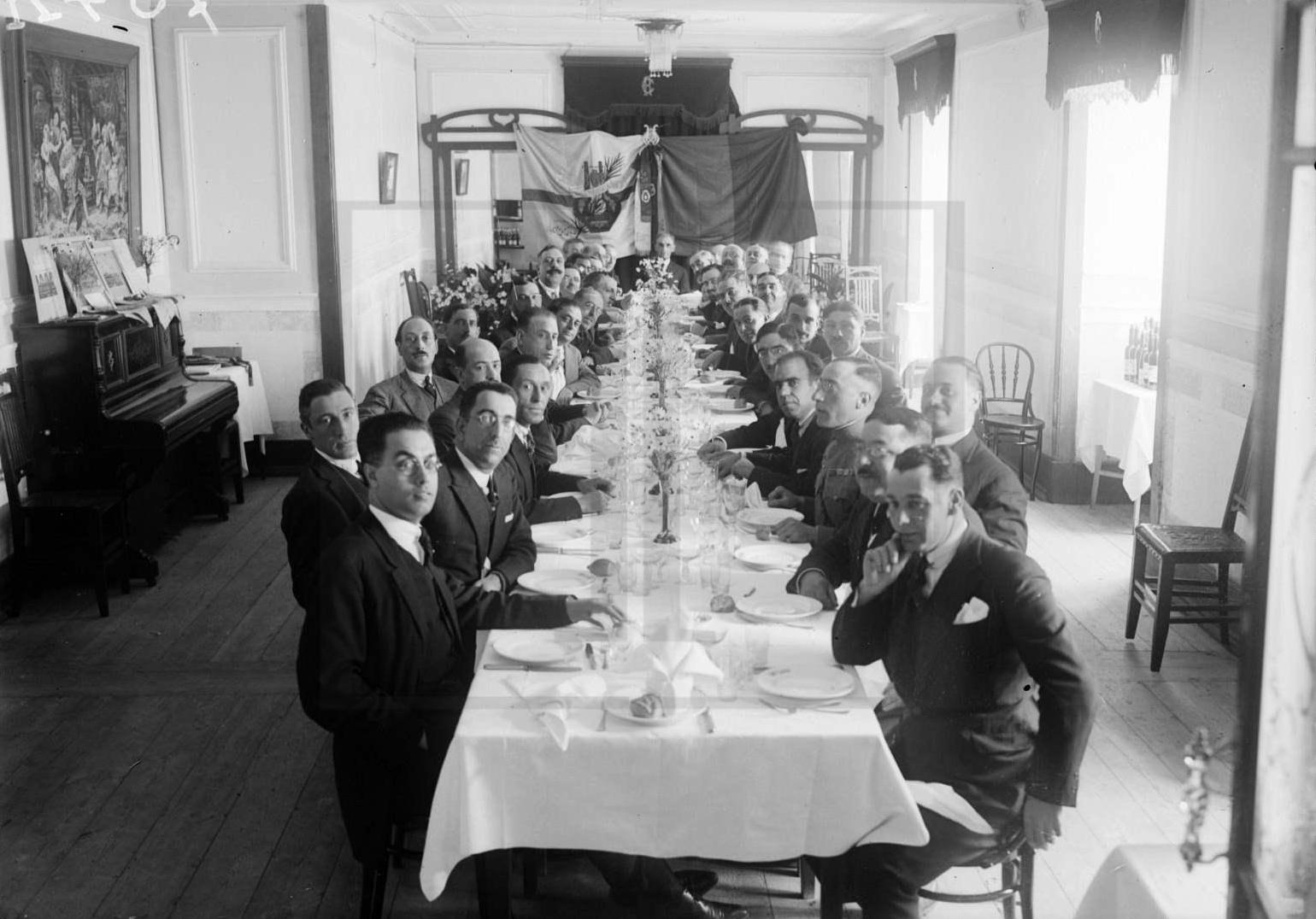
Tuna Académica de Lisboa no almoço comemorativo do seu 31º aniversário, a 13 de Maio de 1926.

Em 1906, a TAL visitou Madrid, participando de uma velada no Teatro Central da capital espanhola, juntamente com a Tuna Madrileña, da Universidad Central, onde cantou fados, com vários encores de peças apresentadas.
Em Abril de 1910, participa das comemorações do centenário do nascimento de Alexandre Herculano, na Sociedade de Geografia de Lisboa, com a presença do Rei D. Manuel II, executando a marcha triunfal de abertura das comemorações, assim como um concerto, sob direcção de Eduardo Pavia de Magalhães.
Em 1945, por ocasião do seu cinquentenário, foi representada no Teatro Politeama a peça "Rei Morto, El-Rei Posto", fantasia dramática e cómica constituída por prólogo, um acto e quatro quadros da autoria de "Três Esculápios", com música de Vasco de Macedo.